# Steve Wegerle
Steve Wegerle (Pretoria, 15 maggio 1953) è un ex calciatore sudafricano, di ruolo ala.

## Biografia
Nato a Pretoria, fu calciatore come i fratelli Roy e Geoff. Giocò in Sudafrica, Inghilterra, Paesi Bassi e Stati Uniti d'America.

## Carriera
Militò in patria nell'Arcadia Shepherds, con cui vinse nel 1974 la NFL, la NFL Cup e la UTC Bowl, mentre in Inghilterra, dopo aver giocato con il Leyland Motors, fu ingaggiato nel 1975 dal Coventry City, con cui però non giocò alcun incontro ufficiale.
Nella stagione 1975-1976 fu ingaggiato dai nederlandesi del Feyenoord Rotterdam, con cui ottenne il secondo posto in campionato.
Dopo un breve ritorno all'Arcadia Shepherds, Wegerle si trasferì negli Stati Uniti d'America per giocare nei Tampa Bay Rowdies con cui nella sua prima stagione americana riuscì ad accedere al turno di spareggio per l'assegnazione del titolo della North American Soccer League 1977.
La stagione seguente Wegerle con i Rowdies raggiunse la finale della competizione, perdendola contro il New York Cosmos. Anche nel campionato 1979 Wegerle con il suo club raggiunse la finale, perdendola nuovamente, questa volta contro i canadesi del Vancouver Whitecaps.
Nella North American Soccer League 1980 Wegerle ed i suoi si fermarono ai quarti di finale.
La stagione seguente passò a campionato in corso ai New York Cosmos, con cui raggiunse la sua terza finale, perdendola nuovamente, questa volta contro i Chicago Sting. Rimasto ai Cosmos anche nella stagione 1982, raggiunge la sua quarta finale personale, ottenendo per la prima volta la vittoria, grazie all'affermazione sui Seattle Sounders.
Nella stagione 1983 passa ai Fort Lauderdale Strikers, con cui raggiunge i quarti di finale NASL.
Nell'ultima stagione della North American Soccer League, la 1984, ritorna al Tampa Bay Rowdies, con cui chiude la regualar season all'ultimo posto della Eastern Division.
Wegerle continuerà a giocare in vari sodalizi statunitensi in varie competizioni indoor sino al 1990.

## Palmarès

### Club
- NFL

Arcadia Shepherds: 1976
- NFL Cup

Arcadia Shepherds: 1976
- Campionato NASL: 1

New York Cosmos:1982